# Ivan Pintar
Ivan Pintar (* 30. Mai 1888 in Ljubljana; † 2. April 1963 ebenda) war ein slowenischer Medizinhistoriker und Gynäkologe.

## Leben und Leistungen
Ivan Pintar studierte von 1906 bis 1912 Medizin an der Universität Wien und spezialisierte sich danach am Wiedner Spital unter Josef von Halban auf die Gynäkologie. Von 1914 bis 1918 verbrachte er, im Zuge des Ersten Weltkrieges, fast die ganze an der Front: zuerst in Krakau, später in Brest-Litowsk und gegen Ende des Krieges in den Karpaten. Zwischen 1919 und 1922 setzte er seine gynäkologische Ausbildung bei Alojz Zalokar in Ljubljana fort und arbeitete dann dort als Gynäkologe bei der Sozialversicherung bis zu seiner Pension 1953.
Pintar schrieb etwa 140 Biographien über slowenische Ärzte und Naturforscher für den 1925 erschienenen Band des Slovenian Biographical Lexicon und wurde 1926 zum 19. Präsidenten der Slowenischen Gesellschaft für Medizin ernannt. 1934 wurde eine Vorlesung über Medizingeschichte an der medizinischen Fakultät der Universität Ljubljana aufgenommen, die Pintar übernahm, und sich 1939 in diesem Gebiet habilitierte. 1951 wurde dann das Institut für Medizingeschichte an der medizinischen Fakultät gegründet und Pintar wurde der erste Präsident derselben. Nach Pintars Tod im Jahr 1963 wurde erst 1978 Peter Borisov der zweite Präsident der Fakultät, die Vorlesungen in Medizingeschichte wurden in der Zeit von verschiedenen anderen Kollegen übernommen.
Seine Veröffentlichungen über Ärzte und Naturforscher Sloweniens finden sich vor allem in Zeitschriften (Zdravniški vestnik und Babiški vestnik) und Enzyklopädien. Er schrieb 1950 das erste Lehrbuch über Medizingeschichte in slowenischer Sprache.

## Werke (Auswahl)
- Mediko-kirurški učni zavod v Ljubljani, njegov nastanek, razmah in konec. Učiteljska tiskarna, Ljubljana 1939 (slowenisch).
- Porodništvo. Za zdravnike in medicince. Učiteljska tiskarna, Ljubljana 1944 (slowenisch).
- Kratka zgodovina medicine. Medicinska fakulteta, Komisija za učbenike in skripta, Ljubljana 1950 (slowenisch).